# Borek Kamienny
Borek Kamienny is een plaats in het Poolse district  Kartuski, woiwodschap Pommeren. De plaats maakt deel uit van de gemeente Sulęczyno en telt 64 inwoners.